# 사설 요양원

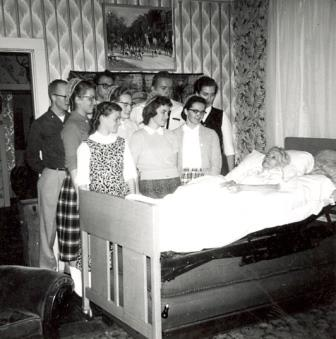
1961년 사설 요양원을 방문한 메노나이트교도들

사설 요양원 또는 너싱 홈(nursing home)은 노인, 고령자 또는 장애인을 위한 주거 요양 시설이다. 사설 요양원은 또한 케어 홈, 전문 요양 시설 (SNF), 또는 장기 요양 시설이라고 불리기도 한다. 종종 이러한 용어는 기관이 공공인지 민간인지, 주로 보조 생활을 제공하는지, 아니면 간호 및 응급 의료를 제공하는지에 따라 약간 다른 의미를 가진다. 사설 요양원은 병원에 입원할 필요는 없지만 가정에서 제공하기 어려운 간호가 필요한 사람들이 이용한다. 사설 요양원 직원은 환자의 의료 및 기타 필요 사항을 처리한다. 대부분의 사설 요양원은 간호 보조원과 숙련된 간호사를 24시간 상주시킨다.
미국에서는 75세에서 84세 사이의 거주자 10명 중 약 1명이 5년 이상 사설 요양원에 머무르는 반면, 해당 연령대의 거주자 10명 중 약 3명은 메디케어의 최대 보장 기간인 100일 미만으로 머무른다고 미국 장기요양보험협회는 밝히고 있다. 일부 사설 요양원은 수술, 질병 또는 부상 후 단기 재활 치료도 제공한다. 서비스에는 물리치료, 작업치료 또는 언어 치료가 포함될 수 있다. 사설 요양원은 또한 계획된 활동 및 일일 가정관리사와 같은 다른 서비스도 제공한다. 사설 요양원은 종종 치매 관리라고 불리는 기억 관리 서비스를 제공할 수 있다.

## 역사

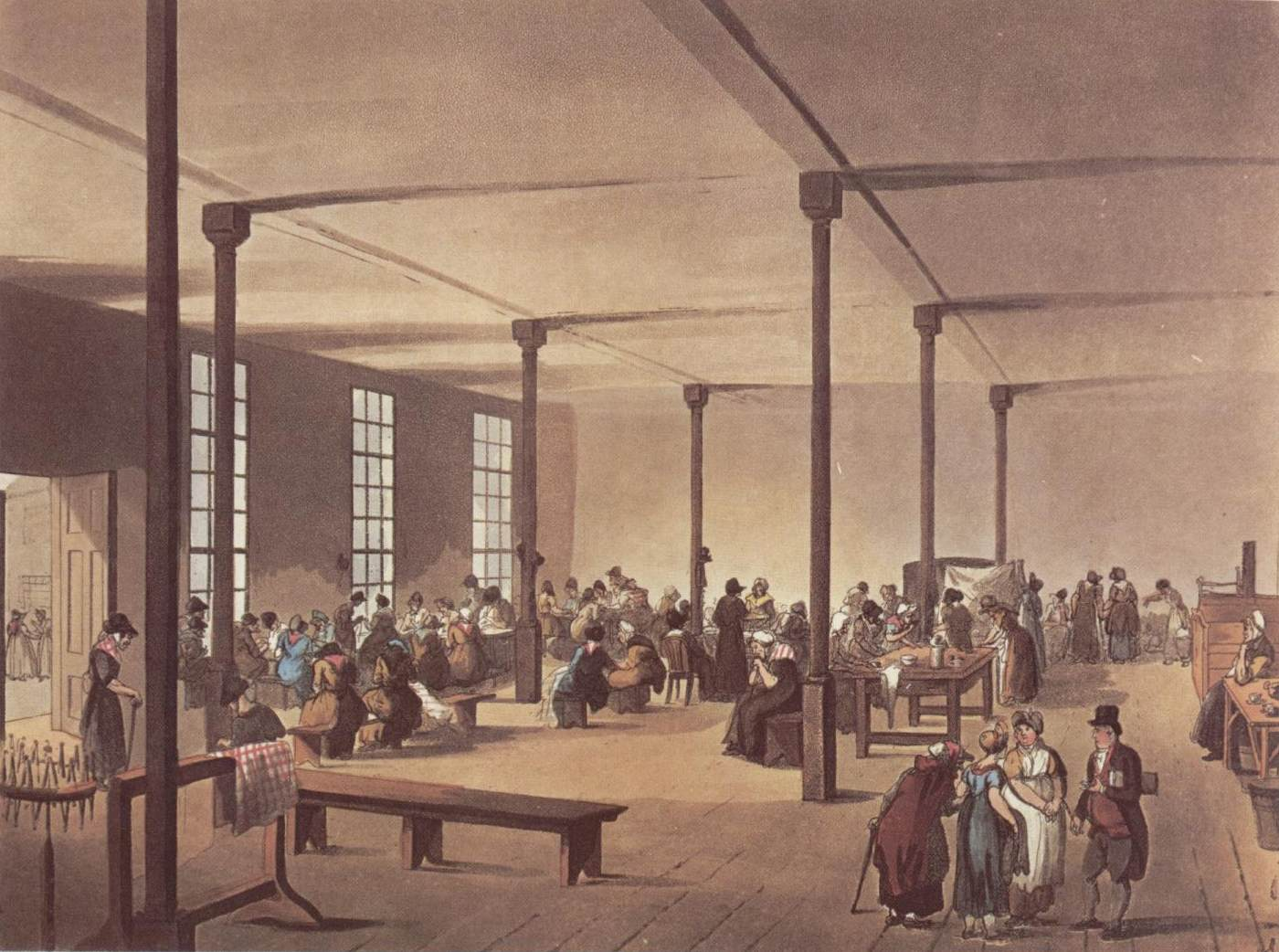
구빈원/작업장은 노인과 허약한 사람들에게 기본적인 수준의 돌봄을 제공하기 위해 처음으로 시행된 국가적 틀이었다. 사진은 런던의 소우주 (1808)에 실린 "성 제임스 작업장의 작업실"이다.

17세기 이전부터 현대에 이르기까지 많은 가족들은 집에서 노인을 돌보았다. 이는 전 세계 많은 공동체와 가족들에게 여전히 흔한 관행이지만, 기대 수명이 증가하고 가족 규모가 감소하며 만성 질환 환자를 돌보는 데 필요한 전문 지식이 증가함에 따라 시간이 지남에 따라 점점 더 어려워지고 있다. 20세기 후반과 21세기에는 이러한 복잡성을 고려하여 사설 요양원이 대부분의 노인 및 무능력자들을 위한 표준적인 형태의 돌봄이 되었다. 노인 인구의 약 6%는 다양한 종류의 돌봄을 제공하는 주거 시설에 거주한다. 그러나 그러한 기관들은 항상 존재했던 것은 아니다. 오히려 그들의 역사와 발전은 노화의 경험을 형성하는 비교적 최근의 인구학적 및 정치적 현실을 반영한다.
17세기
17세기에 구빈원(자선원이라고도 함)은 지방 자치 단체가 가난한 사람들을 돌볼 의무를 지면서 영국에서 생겨났다. 고아, 정신 질환으로 판명된 사람, 노인들은 종종 이러한 공동 생활 공간에 배치되었고, 건강한 개인들은 일할 것으로 예상되었으며 거부할 경우 투옥될 수 있었다. 이 모델은 영국 정착민들에 의해 북아메리카로 전파되었다. 19세기 이전에는 장기 요양을 위한 연령 제한 시설이 없었다. 무능력, 빈곤, 또는 가족 고립으로 인해 피난처가 필요한 노인들은 종종 자선원에서 생을 마쳤다. 심신상실로 간주되는 사람들, 알코올 중독에 빠진 사람들, 또는 노숙 (사회)자들과 함께 분류되어 그들은 단순히 공동체의 가장 궁핍한 수혜자 중 일부로 분류되었다. 구빈원은 그들이 피난처와 매일 식사를 받을 수 있는 장소를 제공했다.
18세기
1800년대 미국에서는 여성 단체와 교회 단체가 노인들을 위한 특별 주택을 설립하기 시작했다. 종종 자신의 민족 또는 종교 공동체 구성원이 가장 멸시받는 사회와 함께 죽을 수도 있다는 우려 때문에 이러한 공동체 내에서 노인들을 위한 민간 요양 시설이 생겨났다. 구빈원은 20세기 초까지 계속 존재했지만, 사회 복지 프로그램이 증가하면서 그만큼 흔하지는 않았다. 미국에서 대공황은 구빈원에 과부하를 걸어 충분한 공간과 자금 부족으로 이어졌다. 1930년대 폭로 기자들의 고발로 구빈원의 열악한 생활 환경이 대중에게 공개되었다. 이로 인해 사회보장법 (1935년)이 제정되어 구빈원에 살지 않고 민간 기관에 살 수 있는 경우에만 연금을 지급하도록 했다.
미국 발전
미국에서 구빈원은 이후 하숙 요양원 또는 요양원으로 알려진 주거 생활 주택으로 대체되었다. 이 하숙 요양원은 특정 비용으로 사적인 환경에서 기본적인 수준의 간호와 식사를 제공했다. 하숙 요양원은 성공적인 것으로 입증되었고 제2차 세계 대전까지 새로운 형태의 사설 요양원이 형성되기 시작했다. 시간이 계속 변함에 따라 정부는 사람들이 병원에서 장기간 머무르는 문제를 파악했다. 단기 시설에서의 이러한 장기 체류에 맞서기 위해 하숙 요양원은 주 및 연방 기금으로 지원되는 보다 공공적이고 영구적인 형태로 전환되기 시작했다. 이로 인해 1965년까지 사설 요양원은 확고한 시설이 되었다. 사설 요양원은 노인과 장애인이 필요한 의료를 받고 매일 식사를 받을 수 있는 영구적인 거주지였다. 이러한 사설 요양원은 자선원 및 구빈원에 비해 간호 및 청결 기준 유지에 있어 개선을 보였다. 1950년대부터 1970년대까지 사설 요양원의 역학은 크게 변하기 시작했다. 미국에서는 메디케어 (미국)와 메디케이드가 요양원에 유입되는 자금의 대부분을 차지하기 시작했으며, 1965년 개정법은 사설 요양원이 안전 규정을 준수하고 등록 간호사가 항상 상주하도록 의무화했다. 또한, 사설 요양원은 부양 의무법이 있는 관할 구역에서 부모를 돌보는 비용에 대해 자녀를 고소할 수도 있다. 이후 1987년 미국에서는 간호 개혁법이 도입되어 사설 요양원 서비스의 다양한 유형을 정의하기 시작했으며, 나중에는 거주자 권리 장전을 추가했다.
제2차 세계 대전
영국에서는 제2차 세계 대전 이후 전쟁 부상으로 인해 병원 치료가 필요한 많은 병사들과 민간인들이 병원의 많은 노인 환자들과 함께 배치되어 과밀화가 발생했다. 1948년 NHS의 시행과 구빈법 1601년의 폐지는 현대 공공 사설 요양원 건설을 가능하게 했다. 1950년대 피터 타운센드 교수는 공공 및 민간 자금 지원 요양원 간의 간호 수준 불일치를 밝혀냈고, 이는 NHS 자금 지원 요양원에 거주하는 노인들을 위한 표준 간호 관행을 보장하는 보건 정책 개혁으로 이어졌다. 1980년대와 1990년대에는 요양원이 영국에서 큰 산업이 되었고, 1984년 등록 주택법은 민간 요양원을 규제하고 2000년 간호 표준법은 환자의 요구 사항이 충족되도록 보장했다.
21세기
현재 사설 요양원은 다양하다. 일부 사설 요양원은 여전히 병원과 유사한 반면, 다른 일부는 더 가정적인 모습을 띠고 있다. 사설 요양원 거주자는 자비로 또는 정부 지원을 받아 요양비를 지불할 수 있다. 미국에서는 일부가 단기간 메디케어를 받을 수 있으며, 다른 국가에서는 공공 지원이 가능하고, 일부는 장기 보험 계획을 사용할 수도 있다. 전반적으로 미국 내 대부분의 사설 요양원은 메디케이드를 지불 수단으로 허용한다.

## 고려 사항
사설 요양원을 고려해야 하는 몇 가지 이유는 다음과 같다.
- 알츠하이머병과 같이 악화되고 진행되는 질병을 관리해야 할 때.
- 최근 병원 입원 후 퇴원하여 자립적으로 집에서 자신을 돌볼 준비가 되지 않았을 때.
- 가정에서 주 보호자가 의료 요구 사항을 관리하기 어려울 때.[9]
- 비슷한 연령대의 사람들과의 활동 및 사회화가 부족할 때.
- 가정의 주 보호자가 필요한 영양에 대한 적절한 지식이 없을 때.
- 위험에 대한 인지 능력이 없을 때.
- 일상 생활 활동 수행 능력이 저하될 때.
- 가정 환경이 더 이상 개인의 필요나 조건에 안전하거나 적합하지 않을 때.

사설 요양원을 알아볼 때는 환자가 사설 요양원에서 필요로 할 활동 및 의료 요구 사항을 고려해야 한다. 의료 보험 및 개인 자금과 같은 재정 상태를 고려한다. 사설 요양원이 적절하게 허가를 받았고 자격을 갖춘 직원이 있는지 확인한다. 시설이 제공하는 환경; 냄새, 청결도 등을 고려한다. 환자 대 직원 비율과 함께 가족 참여 및 직원의 접근 방식도 중요하다. 시간이 허락한다면 직접 사설 요양원을 방문하여 시설을 둘러보고, 가능하다면 거주자와 대화해 본다.

## 직원
미국에서는 사설 요양원 직원 모두가 근무하는 주에서 면허를 취득하거나 자격증을 소지해야 한다. 대부분의 시설에서 사설 요양원은 거주자를 적절하게 돌볼 수 있는 충분한 직원을 확보해야 한다. 예를 들어 미국에서는 사설 요양원이 주중 내내 하루 최소 8시간 동안 최소 한 명의 등록 간호사(RN)를 배치하고, 24시간 내내 최소 한 명의 준간호사(LPN)를 배치해야 한다. 직접 간호 사설 요양원 직원에는 일반적으로 등록 간호사, 준간호사, 사회복지사, 공인 간호 보조원, 물리치료사 등이 포함된다.

### 의료 직원

#### 간호사
사설 요양원은 일반적으로 2년에서 6년 사이의 교육을 이수한 등록 간호사(RN)의 거주자 평가 및 모니터링을 필요로 한다. RN의 직무는 간호 계획 실행, 약물 투여, 각 거주자에 대한 정확한 기록 및 유지, 의학적 변화 모니터링 및 기록, 그리고 간호 보조원 및 준간호사(LPN)에게 지시 제공을 포함한다. 이를 해당 부서의 수간호사 또는 책임 간호사라고 한다. RN은 전문 분야를 선택할 필요는 없지만, 전문 간호사로 인정받기 위해서는 일반적으로 전문 분야에 대한 교육과 임상 실습을 통한 추가 경험이 필요하다.

#### 준간호사
일반적으로 LPN은 RN의 감독 하에 근무하며, 환자와 함께 근무하기 전에 1년 간의 교육이 필요하다. LPN은 거주자의 건강 상태를 모니터링하고 상처 치료 및 처방약 분배와 같은 치료 및 약물을 투여한다. LPN은 환자의 직접 침상 간호를 담당하고 일상 업무를 수행한다. LPN이 간호를 제공할 때 몇 가지 제한 사항도 있다. 그 중 일부는 정맥 주사를 통한 약물 투여, 약물 처방, 모든 유형의 의학적 상태 진단, 간호 계획 수립 등이다. 이러한 제한 사항을 고려할 때, LPN이 더 복잡한 환자를 돌보는 것이 어려울 수 있다.

#### RN & LPN
이 두 간호사 그룹이 제공할 수 있는 업무에는 차이가 있지만, 사설 요양원에서 이들 간의 협력은 간호의 질을 향상시킨다. LPN 직원이 덜 복잡한 거주자를 돌보는 동안, 이들은 거주자의 상태에 급격한 변화가 있을 경우 RN에게 긴밀히 모니터링하고 보고할 수 있는 기회를 갖는다. 반면 RN은 각 거주자에 대한 간호 계획의 더 넓은 측면에 집중할 수 있다. 이 두 의료 전문가 간의 모니터링과 의사소통은 간호 수준을 뛰어넘게 한다.

#### 간호 보조원
모든 유형의 간호를 제공하기 위해 간호 보조원은 자격증과 주 승인 시험이 필요하다. 간호 보조원은 LPN 또는 RN의 직접적인 감독 하에 환자에게 기본적인 간호를 제공한다. 일상 생활 활동이라고도 불리는 이러한 기본적인 간호 활동에는 거주자의 목욕 및 옷 입기 지원, 식사 시 거주자 돕기(음식 제공 또는 먹이기), 침대 또는 휠체어로 이동 돕기, 침대 정리 및 청소, 화장실 이용 돕기, 호출 벨 응답 등이 포함될 수 있다. 간호 보조원이 고용되는 기본적인 업무 외에도, 그들의 업무는 그 이상이다. 거주자와 나머지 간호 직원 사이의 중요한 중간 역할을 한다. 공인 간호 보조원은 본질적으로 거주자를 돕는 데 더 많은 시간을 보내며, 간호사에게 보고할 상태 및 행동 변화를 파악할 수 있도록 한다. 간호 보조원의 공식 명칭은 관할 구역 및 시설에 따라 다를 수 있다. 여기에는 공인 간호 보조원 (CNA), 간호 보조원, 간병인, 환자 관리사, 환자 관리 기술자, 개인 간병인(PCA), 간호 보조원 등이 포함될 수 있다.

#### 호스피스 간호사 및 보조원
호스피스 부서는 거주자의 생명을 제한하는 질병을 통해 제공되는 간호뿐만 아니라 거주자 지원 시스템에 대한 정서적 지원에도 중점을 둔다. 호스피스 간호사는 거주자의 상태 변화를 모니터링할 뿐만 아니라 환자 옹호자 및 사례 관리자 역할을 한다. 호스피스 간호사는 거주자의 활력 징후를 모니터링하고, 거주자에게 가장 적합한 경우 약물을 제공하며, 더 이상 필요하지 않을 수 있는 약물을 중단할 수도 있다. 호스피스 보조원은 본질적으로 공인 간호 보조원이다. 그들은 목욕, 옷 입히기, 식사 등 개인적인 간호를 제공하며, 돌보는 거주자에 대한 문서 작업과 상태 변화 보고도 담당한다. 거주자가 집에서 호스피스 간호를 받는 경우, 보조원은 의료 장비와 잠재적으로 간단한 집안일도 지원해야 한다. 이 호스피스 제공자들이 일하는 기관은 사설 요양원과 연결되어 있거나 거주자 가족이 별도로 고용할 수 있다. 본질적으로 호스피스 팀은 거주자에게 편안함을 제공할 뿐만 아니라 거주자와 가족 모두에게 정서적 지원을 제공한다. 그들이 일어날 변화에 적응하도록 돕는 것이 모든 호스피스 팀의 핵심 목표이다.

#### 의사
전문 요양 시설에서 환자는 면허가 있는 의사의 감독 하에 24시간 간호를 받는다. 숙련된 수준이 아닌 사설 요양원은 환자, 가족 또는 시설의 요청에 따라 가정의 또는 민간 기관에서 파견된 의사와 같은 방문 의사에게 의존한다. 심장 전문의 또는 신장 전문의와 같은 전문 의사도 독립적인 방문을 하여 간호를 제공할 수 있다. 전반적으로 의사의 방문은 간호사가 제공하는 모든 변화를 평가하고, 의사의 지식을 활용하여 의료 상태에 대한 계획을 세우는 것이다. 시설은 의사의 진료 기록에 응답하고 의사가 제안할 수 있는 추가 간호를 제공할 수 있는지 확인해야 한다.

### 비의료 직원

#### 행정
사설 요양원의 규모에 따라 사설 요양원에는 사설 요양원 관리자 또는 이사 (법인)이 있을 수 있다. 일부 사설 요양원에는 둘 다 있을 수 있지만, 그들의 직무는 유사하며 직원 감독, 의료 용품 공급 및 재정 문제를 포함할 수 있다. 간호 담당 이사 또한 사설 요양원에서 근무하는 것을 볼 수 있다. 그들의 주요 업무는 간호사 및 공인 간호 보조원을 포함한 간호 직원을 감독하는 것이다. 간호 담당 이사는 또한 부서의 우려 사항이나 필요 사항에 대해 상위 행정부에 말할 때 간호 직원을 대변할 수 있다. 일부 사설 요양원에는 신입 직원 고용의 모든 측면을 담당하는 인사 담당자도 있다. 인사 담당자의 직무는 다양하지만 급여 조정, 신입 직원 오리엔테이션 프로그램 조직, 면접, 징계 조치 및 연방 및 주 법규 준수 보장도 포함될 수 있다. 사설 요양원은 일반적으로 규제 법규에 따라 허가되고 엄격하게 규제된다. 연방 및 주 법규 준수 여부는 건축법규, 간호 계획, 거주자 간의 행동 및 다툼, 영양 및 식단 서비스, 의료 서비스, 간호 및 개인 간호, 종교 및 영적 관행, 애완동물, 레크리에이션 프로그램의 엄격한 기준 준수 여부를 정기적으로 검토한다.

#### 가정관리사
가정부는 사설 요양원에서 매일 청소 및 관리를 수행한다. 그들은 사설 요양원이 청결하고 질병 유발 요인으로부터 자유로운 상태를 유지하는 데 큰 역할을 한다. 가정부는 바닥 청소, 침구 교체, 화장실 소독, 수건 교체, 옷 세탁, 쓰레기통 비우기, 방 소독, 물품 보충, 먼지 닦기, 진공청소, 창문 및 목공품 청소 등 긴 목록의 업무를 수행한다. 이러한 업무는 시설마다 다를 수 있지만, 기본적인 청소는 포함된다. 가정부 업무는 면허나 학력을 요구하지 않지만, 일부 직업에서는 경험 있는 가정부를 선호할 수 있다.

#### 레크리에이션 직원
레크리에이션 직원에는 일반적으로 활동 책임자와 사설 요양원의 규모에 따라 활동 보조원이 포함될 수 있다. 활동은 각 거주자의 정서, 지적, 신체적, 사회적, 영적, 직업적 요구를 충족시키는 것을 목표로 한다. 독립적인 삶에서 타인에게 의존하고 집을 떠나야 하는 전환은 종종 매우 어렵기 때문에 활동은 우울증과 불안을 극복하는 데 중요하다. 제공될 수 있는 다양한 활동으로는 생일 파티 개최, 명절 축하, 독서 동아리, 음악 행사, 야외 레크리에이션, 토론 및 사교 그룹, 신체 운동, 미술 및 공예, 동물 매개 치료, 종교 서비스 및 지역 사회 외출 등이 있다. 자원봉사 참여 또한 자원봉사자들이 사설 요양원과 외부 지역 사회 간의 연결 고리 역할을 할 수 있다는 점에서 사설 요양원 활동의 중요한 부분이다.

## 치료

### 작업치료
사설 요양원에서 제공되는 많은 서비스 중 하나는 작업치료이다. 작업치료는 부상이나 질병 후 기술을 회복하고 신체적 또는 인지적 변화 동안 지원을 받기 위해 필요할 수 있다. 작업치료는 목욕, 옷 입기, 그루밍과 같은 일상 생활 활동에 중점을 둔다. 또한 작업치료는 가정 및 재무관리, 휴식 및 수면, 교육, 직업, 놀이, 여가 및 사회 참여를 포함하는 일상 생활의 도구적 활동을 돕는다. 작업치료사는 공공 식사 연습, 다양한 표면(의자, 침대, 소파 등)으로 이동 연습을 통해 개인이 사회에 안전하고 편안하게 재통합할 수 있도록 노력하며, 적절하고 안전한 전환을 보장하기 위해 주택 개조 또는 안전 장비의 필요성을 평가한다. 인지 및 지각 결함이 나타날 때, 치료사는 기억력, 순서화 및 주의 집중 시간 길이를 최대화하기 위한 전략을 가르쳐 개인과 함께 작업한다.

### 물리치료
사설 요양원에서 찾아볼 수 있는 또 다른 중요한 서비스는 물리치료이다. 물리치료는 부상, 질병 또는 수술 후 필요할 수 있다. 물리치료는 개인이 근력, 지구력, 유연성 (해부학), 균형 및 관절 가동 범위를 회복하도록 돕는다. 또한 이동성을 회복하고, 체력 수준을 높이며, 통증을 줄이고, 전반적으로 특정 수준의 독립성을 달성하는 데 중점을 두어 부상과 사고를 예방하는 데 도움이 될 수 있다. 대부분의 경우 간호사 자격증 보조원은 직원과 거주자 모두의 부상을 줄이는 데 도움이 되도록 PT에 의해 평가될 때까지 거주자를 이동시키지 않는다. 사설 요양원에서 물리치료를 받는 것으로부터 이점을 얻을 수 있는 많은 질환이 있다. 이러한 질환에는 관절염, 암 관련 통증, 치매, 알츠하이머병, 뇌졸중 및 요실금이 포함된다.

### 언어 치료
언어병리학은 사설 요양원에서 찾을 수 있는 또 다른 서비스이다. 언어 병리학자는 일반적으로 부상이나 근본적인 진단으로 인해 언어 및 말하기에 어려움을 겪는 사람들과 작업하는 것을 전문으로 한다. SLP는 개인의 말하기를 평가한다. 개인이 말하기에 어려움을 겪는다면, 이는 말하기를 생성하는 데 사용되는 움직임과 근육을 조정하는 데 문제가 있음을 나타낸다. 언어에 문제가 있다는 것은 개인이 듣고 보는 것을 이해하는 데 어려움이 있음을 나타낸다. SLP는 또한 음식 삼키기 어려움을 살펴보고, 삼키는 과정의 어느 부분이 작동하지 않는지 알아내기 위해 개인을 평가한다. SLP가 다루는 많은 언어 장애 중 일부는 다음과 같다.
- 음운론 즉 사용되는 말하기 패턴,
- 실행증 즉 소리를 내는 데 필요한 움직임을 조정하는 데 어려움,
- 수용 언어 즉 언어를 이해하는 데 어려움,
- 유창성 즉 말더듬증,
- 표현 언어 즉 언어를 사용하는 데 어려움,

및 기타 여러 장애.

## 노인 학대
노인 학대는 일반 지역 사회보다 사설 요양원을 포함한 입원 환경에서 더 만연하다. 사설 요양원에서 보고되는 학대 유형은 크게 여섯 가지이다: 신체적, 정서적, 성적, 재정적, 언어적, 방치.

### 신체적 학대
신체적 학대는 노인이나 고령자에게 상처나 멍을 유발하는 의도 또는 행동이다. 안전하지 않은 방식으로 구속 도구를 사용하는 것도 신체적 학대로 간주된다. 노인을 다른 사람이나 활동으로부터 고립시키는 것도 신체적 학대로 간주된다. 그들의 일정이나 필요한 약물을 고의로 제공하지 않는 것도 또 다른 형태의 신체적 학대이다.

### 정서적 학대
정서적 학대는 신체적인 학대가 아니지만, 의도적으로 거주자에게 해로운 감정을 유발하는 것을 목표로 한다. 이는 직원이 언어적 위협을 가하고 지속적으로 환자를 비하하여 환자가 감정 기복, 불안, 우울증을 겪게 될 때 발생한다. 거주자의 요청이나 도움의 필요성을 고의로 무시하는 것은 무시 행위로 인해 유발되는 감정 때문에 정서적 학대로 이어질 수 있다.

### 성적 학대
성적 학대는 노인 환자가 직원, 거주자 또는 방문객에 의해 원치 않는 성적 활동을 강요당하는 경우이며, 일반적으로 환자가 자고 있거나, 아프거나, 약할 때 시도되고 보고된다. 성희롱 또한 성적 학대의 일부이다. 이는 원치 않는 성적 발언과 포르노그래피 또는 기타 성적 자료의 노출까지 포함될 수 있다.

### 재정적 학대
재정적 학대 또는 착취는 돈 또는 신용카드와 관련된 모든 유형의 절도의 결과이다. 거주자의 제한으로 인해 간호 직원이 재정적 안녕을 처리해야 하는 경우가 있는데, 이때 사기가 발생할 수 있다. 의료 사기도 재정적 학대로 간주된다. 이는 거주자가 필요하지 않은 서비스나 장비에 대해 비용을 청구받는 경우이다. 신분 도용 또한 또 다른 형태의 재정적 학대이다. 사회 보장 번호와 같은 개인 정보가 파일에 저장되어 있기 때문에 거주자는 신분 도용에 노출되는 경우가 많다.

### 언어적 학대
언어적 학대는 신체적 접촉 없이 말로 굴욕감을 주고 모욕감을 주려는 학대의 한 형태이다. 이러한 유형의 학대는 직원뿐만 아니라 다른 거주자들에 의해서도 행해진다. 이러한 유형의 학대가 사설 요양원에 남기는 역학 관계는 편안하지 않다. 사실, 언어적 학대를 당하는 사람들에게 장기적인 영향을 미칠 수 있다. 장기적인 영향 중 일부는 우울증, 과도한 두려움 등이 있다.

### 방치
사설 요양원 방치는 노인 학대와 유사하다. 이는 직원이 반복적으로 환자를 무시하고 방치하거나, 목욕이나 양치질과 같은 개인 위생을 돕지 않거나, 너무 적은 음식이나 물을 주거나, 정확한 약물을 제공하지 않는 경우를 말한다. 사설 요양원 노인 학대에만 해당되는 한 가지 요인은 많은 사설 요양원 계약이 거주자에게 중재조항에 서명하여 배심원 재판권을 포기하고 대신 중재인을 사용하여 분쟁을 해결하도록 요구한다는 점이다. 코네티컷주와 같은 주에서는 사설 요양원 학대가 최소 의무 형량이 부과되는 중범죄로 간주된다.

## 국가별 현황

### 캐나다
장기 요양 시설은 크게 민간 소유, 비영리/자선, 지방 자치 단체의 세 가지 유형으로 존재한다. 소유 형태에 관계없이 자금 조달, 입원 기준, 개인 부담 비용 등 모든 측면은 해당 주 정부의 규제를 받는다. 캐나다에서는 의료가 공적으로 자금이 지원되므로, 모든 장기 요양 시설은 거주지의 의료 구성 요소(간호사 및 개인 지원 직원)에 대해 주 정부로부터 자금을 지원받는다. 거주자는 선택한 방 유형(공동 또는 개인)에 따라 결정되는 '룸 앤 보드'(숙소 및 식사)에 대한 일일 요금을 지불한다. 주 정부는 장기 요양 시설의 대기자 명단을 관리한다. 월 이용료를 지불할 수 없는 사람들은 보조금을 받으며, 지불 능력 부족으로 인해 거부되는 사람은 없다.

### 영국
영국에서는 간호가 있는 요양원과 일반 요양원이 잉글랜드, 스코틀랜드, 웨일스, 북아일랜드에서 각각 다른 기관에 의해 규제된다. 요양원에 입소하려면 후보 환자는 지방 의회로부터 필요성 및 재정 상태에 대한 평가를 받아야 한다. 환자가 간호 서비스가 필요한 경우 간호사의 평가도 받을 수 있다. 잉글랜드에서는 요양원 비용이 자산 조사를 통해 결정된다.
영국 성인 요양원은 국가에 따라 다른 기관에 의해 규제된다.
- 웨일스에서는 웨일스 요양 표준 검사관이 감독 책임을 맡는다.[57]
- 스코틀랜드에서는 요양 검사관이 스코틀랜드의 규제를 담당한다.[58]
- 북아일랜드에서는 북아일랜드 규제 및 품질 개선 기관이 담당한다.[59]
- 잉글랜드에서는 요양 품질 위원회(CQC)가 해당 지역을 규제한다.[60]

#### 21세기
2002년, 사설 요양원은 간호가 있는 요양원으로, 주거 시설은 일반 요양원으로 알려지게 되었다. 둘의 차이는 제공되는 간호 수준이다. 간호가 있는 요양원은 미국에서 일반적인 사설 요양원으로, 주 7일 24시간 의료 서비스와 지원을 제공한다. 반면 주거 시설은 거주자에게 개인 간호를 제공하지만, 가능한 한 자립성을 유지하도록 장려한다.
2009년 4월 현재, 하한 자본 한도는 13,500파운드이다. 이 수준에서는 "개인 경비 수당"(현재 21.90파운드)을 제외한 연금, 저축, 혜택 및 기타 출처의 모든 수입이 요양원 비용을 지불하는 데 사용된다. 지방 의회는 점유된 방이 지방 의회의 일반 요금보다 비싸지 않다는 조건으로 나머지 기여금을 지불한다.
NHS는 거주자가 NHS 지속 의료 서비스 기준을 충족하는 간호 요양원에 있는 경우 전체 배치 비용을 전적으로 부담한다. 이는 다학제 평가 과정을 통해 확인된다.
2010년 5월, 연립 정부는 노인 장기 요양 비용 지불 방법을 검토하기 위해 장기 요양 자금 조달 독립 위원회 구성을 발표했다. 이 위원회는 2011년 7월 4일 월요일에 권고안을 발표했다. 한편 요양 품질 위원회는 2010년 10월에 재등록 절차를 완료했으며, 그 결과 2011년 4월에 새로운 형태의 규제가 발표될 예정이다.
2020년, 일부 영국 요양원 거주자들이 COVID-19 팬데믹 동안 일괄적인 소생 시도 거부(DNACPR) 명령을 받았다는 사실이 밝혀졌다. 이러한 결정은 관련 환자들과의 논의 없이 이루어졌으며, 요양 품질 위원회에서 해당 관행을 조사 중이다. 이러한 결정은 COVID-19 기간 동안 사람들이 심장이 멈추거나 호흡이 멈추는 경우 극단적인 조치를 원하지 않았을 때 내려졌다. 이러한 조치를 간호에 적용하려면 의료 전문가와 상의해야 했다.
2025년 현재, 영국의 요양원은 수요와 공급의 파도를 겪고 있다. 노인들을 위한 약 17,000개의 요양원이 개설되어 있지만, 수요 수준은 공급에 비해 좋지 않다. 다음 10년 동안 영국은 수요를 따라잡기 위해 약 144,000개의 요양원 침대를 개발해야 할 것으로 추정된다.

### 미국
미국에는 세 가지 주요 유형의 간호 시설(NF)이 있다.
중간 요양 시설
중간 요양 시설 (ICF)은 장애인, 노인 또는 급성 질환이 아닌 개인을 위한 의료 시설로, 일반적으로 병원이나 전문 요양 시설에서 제공하는 것보다 덜 집중적인 간호를 제공한다. 일반적으로 ICF는 개인 또는 개인의 가족이 사적으로 비용을 지불한다. 개인의 민간 건강 보험 및 호스피스 회사와 같은 제3자 서비스가 비용을 충당할 수 있다. 하숙 및 요양원은 보조 생활 서비스가 필요한 사람들에게 생활 공간과 적절한 간호를 모두 제공하도록 설계된 특별 시설이다. 종종 주거 요양원이라고 불리는 이 시설은 작은 주거 주택 또는 대형 현대식 시설에 위치할 수 있다. 실제로 대다수의 하숙 및 요양원은 6명 미만의 인원을 수용하도록 설계되었다. 하숙 및 요양원에는 일반적으로 간호사, 의사 및 기타 의료 전문가를 포함한 면허 있는 전문 직원이 배치된다. 이 시설들은 거주자에게 가능한 최고의 간호가 제공되도록 고도로 규제된다. 하숙 및 요양원은 거주자에게 24시간 지원을 제공하여 정기적인 지원이 필요한 사람들에게 매우 인기 있는 선택이다.
보조 생활 시설
보조 생활 시설 또는 보조 생활 시설 (ALF)은 장애인을 위한 주거 시설이다. 이 시설은 일상 생활 활동에 대한 감독 또는 지원을 제공한다. ALF는 독립 생활이 적합하지 않지만 사설 요양원에서 제공하는 24시간 의료 간호가 필요하지 않고 양로원에 거주하기에는 너무 어린 사람들을 위한 연속적인 간호의 노인 돌봄 대안이다. 보조 생활은 독립과 존엄성을 증진하는 간호 및 서비스 철학이다.
전문 요양 시설
전문 요양 시설(SNF)은 메디케어 (미국)에 참여하고 상환받을 수 있도록 인증된 사설 요양원이다. 메디케어는 주로 고용 기간 동안 사회 보장 및 메디케어에 기여한 노인(65세 이상)을 위한 연방 프로그램이다. 메디케이드는 빈곤선 이하의 사람들에게 의료 및 관련 서비스를 제공하기 위해 각 주와 함께 시행되는 연방 프로그램이다. 각 주는 빈곤선과 따라서 메디케이드 자격 요건을 정의한다. 메디케이드 자격이 있는 사람들은 저소득 부모, 어린이(주립 아동 건강 보험 프로그램(SCHIP) 및 모자 건강 및 식품 프로그램 포함), 노인, 그리고 장애인일 수 있다.
메디케어 및 메디케이드 서비스 센터는 메디케어와 메디케이드를 감독하는 미국 보건복지부(DHHS)의 구성 요소이다. 매년 메디케어 및 메디케이드 예산의 상당 부분이 노인 및 장애인을 위한 사설 요양원 간호 및 서비스를 충당하는 데 사용된다. 주 정부는 사설 요양원 면허를 감독한다. 또한, 주 정부는 CMS와 계약을 맺고 메디케어 및 메디케이드 수혜자에게 간호를 제공할 자격이 있는 사설 요양원을 모니터링한다. 의회는 메디케어 및 메디케이드 하에 서비스를 제공하고자 하는 사설 요양원에 대한 최소 요구 사항을 설정했다. 이러한 요구 사항은 사회 보장법에 광범위하게 명시되어 있으며, 이 법은 또한 보건복지부 장관에게 이러한 요구 사항을 모니터링하고 시행할 책임을 부여한다. CMS는 또한 법의 세부 사항과 시행 방법을 마련할 책임을 맡고 있으며, 이는 규정 및 매뉴얼을 작성함으로써 수행된다.

## 같이 보기
- 미국의료원장협회
- 요양 품질 위원회
- 보육
- 노인 돌봄
- 재택 간호
- 국제 노인 및 서비스 협회
- 사설 요양원 운영 기업 목록
- 은퇴 공동체
- 치매 환자 돌봄